# Episodi de Il cucciolo Scooby-Doo (seconda stagione)
La seconda stagione de Il cucciolo Scooby-Doo è stata trasmessa negli Stati Uniti su ABC dal 9 settembre al 28 ottobre 1989. In Italia è stata trasmessa per la prima volta alla fine degli anni 90'.
| Episodio | Titolo originale             | Titolo italiano                 | Trasmissione originale | Trasmissione italiana |
| -------- | ---------------------------- | ------------------------------- | ---------------------- | --------------------- |
| 1        | Curse of the Collar          | La maledizione del collare      | 9 settembre 1989       |                       |
| 2        | The Return of Commander Cool | Il giocattolo preferito         | 16 settembre 1989      |                       |
| 3        | The Spirit of Rock'n Roll    | Lo spirito del Rock'n Roll      | 23 settembre 1989      |                       |
| 4        | Chickenstein Lives           | Pollenstein vive                | 30 settembre 1989      |                       |
| 5        | Night of the Living Burger   | La notte dell'hamburger vivente | 7 ottobre 1989         |                       |
| 6        | The Computer Walks Among Us  | Il problema di Velma            | 14 ottobre 1989        |                       |
| 7        | Dog Gone Scooby              | Scooby-Doo non c'è più          | 21 ottobre 1989        |                       |
| 8        | Terror, Thy Name is Zombo    | Il fantasma del clown           | 28 ottobre 1989        |                       |

## La maledizione del collare
La gang si trova a casa della signora Knittingham, padrona dei genitori di Scooby, per una riunione di famiglia. Qui, Scooby eredita un collare prezioso, essendo il cucciolo più adulto della famiglia. La riunione viene interrotta da un accalappiacani fantasma che vuole appropriarsi del collare. I genitori di Scooby già vennero a conoscenza dell’accalappiacani anni prima, il quale fu messo in prigione per furti di collari. Dopo un incontro con una veterinaria eccentrica, la signora Knittingham viene rapita dal fantasma. I ragazzi chiedono all’istruttore se l’ha vista, senza successo. In più, incontrano un accalappiacani di quartiere che dice di essere innocuo. Velma pensa sia più facile riunire la famiglia di Scooby per risolvere il mistero ma il fantasma li insegue. I ragazzi iniziano ad indagare nell’ufficio della veterinaria ma vengono intralciati dal fantasma. Dopo aver scoperto alcuni indizi, i ragazzi intrappolano il fantasma, il quale si rivela essere l’istruttore.

## Il giocattolo preferito
I ragazzi sono al negozio di giocattoli per attendere alla mostra su Commander Cool. Qui, un mostro alieno prende Shaggy e Scooby e dice di voler distruggere il supereroe di fumetti. Dopo essere scappati, Shaggy sbatte la testa e perde la memoria, credendosi il supereroe in persona. La proprietaria del negozio dice di essere sospettosa di un competitore che lo spia e di un ex dipendente che creava pessimi giocattoli. La gang inizia quindi a investigare. Salgono fino alla soffitta dove trovano l’alieno che consulta dei progetti segreti. Mentre sono in soffitta, i ragazzi vedono un'astronave discendere verso la casa del vecchio ex dipendente. Una volta arrivati alla casa, i ragazzi incontrano l'uomo, furioso dopo essere stato licenziato. L'alieno li interrompe e i ragazzi scappano e vedono il disco volante atterrare nell'azienda del competitore. I ragazzi lo incontrano e lui dice di essere arrabbiato da quando la proprietaria del negozio ha lanciato la sua linea sul supereroe, rovinando così le vendite. Dopo aver catturato il mostro, la gang smaschera Barbara, l'assistente della proprietaria, che voleva rivendere i progetti dei giocattoli originali.

## Lo spirito del Rock'n Roll
I ragazzi sono al teatro per assistere ad un concerto, riservando tutti i posti per loro stessi. Il concerto viene interrotto dal fantasma del rock’n’roll che rapisce il cantante. Daphne lo salva e lui dice che il fantasma si tratta di uno delle sue vecchie ispirazioni. Durante le investigazioni, Velma scopre un uomo in fuga, il quale si tratta di un ammiratore sfegatato del cantante. L’uomo scappa e i ragazzi continuano la caccia agli indizi al museo del rock’n’roll della città dove incontrano il proprietario che gli rivela che gli incassi sono al minimo. La gang va alla vecchia magione del cantante fantasma dove incontra un suo molesto impersonatore. Dopo aver scovato vari indizi ed essere scappati dalle grinfie del fantasma, tranne per il cantante, i ragazzi si imbattono nel proprietario del museo che sta girovagando per il parco della casa del fantasma. I ragazzi intrappolano il fantasma che si rivela essere il proprietario del museo.

## Pollenstein vive
Lo zio di Fred, Eddie, compra il giornale preferito di Fred, l’ “Esageratore Nazionale”. Grazie all’incarico, Fred riceve una commissione per un articolo. Andando a parlare con l’editore, i ragazzi si imbattono nel mostro di Pollenstein, che vuole distruggere il giornale. I ragazzi indagano al cimitero incontrando Scoop, un cronista che ha già indagato su Pollenstein. L'uomo sta investigando su nonna Sweetwater, una vecchia indovina. Inoltre, i ragazzi sorprendono un’altra vecchia cronista dell’Esageratore, che fu surclassata da Scoop prima di diventare una cronista di serie B. La gang entra a casa di Nonna Sweetwater, la quale dice di aver evocato Pollenstein lei stessa. Una volta tornati agli uffici del giornale, Eddie dice ai ragazzi che il giornale è in rovina e che l’articolo su Pollenstein non può essere pubblicato. I ragazzi quindi catturano il mostro che si rivela essere un uomo travestitosi da Nonna Sweetwater per coprire affari illegali.

## La notte dell'hamburger vivente
La gang si riunisce per un pigiama party per assistere allo show del conte Shockula ma Scooby e Shaggy hanno avuto una lite e sono arrabbiati tra di loro. Durante la prima, un hamburger vivente interrompe un video promozionale, rubando dei soldi da un imprenditore. L’imprenditore bussa alla porta della gang per chiedere aiuto ed incontrano il conte Shockula che ha paura che il suo show possa essere cancellato per via dei bassi ascolti. I ragazzi iniziano le indagini trovando sangue finto da palcoscenico che li porta a seguire una pista al fast food dell’imprenditore. Al ristorante, incontrano Skippy, il quale ha lavorato con l’imprenditore per quasi 40 anni e gli dice di sospettare che il conte Shockula sia dietro gli attacchi del mostro. Dopodiché, incontrano il rivale dell’imprenditore, che prova risentimenti nei confronti di quest’ultimo. I ragazzi trovano una pista che li porta fino a casa del conte Shockula. Qui, si imbattono nel mostro che li insegue. Dopo averlo catturato, i ragazzi smascherano Skippy, il quale voleva rovinare O’ Greazy perché non gli ha mai dato una promozione. 

## Il problema di Velma
I ragazzi sono al club dei cervelloni della scuola elementare di Coolsville per supportare Velma in una competizione di invenzioni. Dopo aver vinto, il robot di Velma perde il controllo. Il giorno dopo, degli oggetti scompaiono dagli armadietti della scuola e ritrovati in quello di Velma insieme ai risultati del test del giorno dopo. Velma viene sospesa ma i ragazzi credono della sua innocenza così l’aiuta cercando indizi alla scuola. Scooby trova delle impronte delle ruote del robot di Velma, scoprendo che ha perso il controllo. Nella stanza del custode, dove iniziano le impronte, i ragazzi s’imbattono nel mostro. Durante l’inseguimento, Velma trova una medaglia. Dopo aver catturato Daphne, Shaggy e Fred vengono catturati ma Velma e Scooby riescono a far sovraccaricare il mostro. Il robot si rivela essere comandato da Bruce, il secondo arrivato alla competizione, per invidia.

## Scooby-Doo non c'è più
I ragazzi si rilassano con i loro hobby nel loro quartier generale in un giorno di pioggia snobbando Scooby, il quale va via di casa. Una donna lo spia tramando di volere la sua testa. I ragazzi si accorgono della fuga trovando una lettera d’addio. Shaggy chiede al padre di mettere un avviso di smarrimento. I ragazzi si affrettano a cercarlo tra ricordi e teorie strampalate. Finalmente, trovano una traccia e iniziano a seguirla. Nel frattempo, Scooby si perde, viene derubato e inseguito dalla donna misteriosa. I ragazzi trovano la medaglietta del collare di Scooby ritrovandolo sul molo. In più, la donna si rivela essere un artista in cerca di modelli per i suoi dipinti.

## Il fantasma del clown
I ragazzi sono al luna park dove Shaggy vuole provare per primo le nuove montagne russe, ma scoprono che il parco è chiuso, per via delle apparizioni di Zombo, un clown fantasma che appare dal nulla e li minaccia, rapendo Shaggy. Scooby lo salva e i ragazzi incontrano il proprietario del parco e i suoi tre fratelli in cerca di soldi. I ragazzi investigano, interrogando uno dei fratelli e incappando in dei progetti segreti e in lettere inviate al parco rivale del fratello del proprietario. Dopo inseguimenti e ritrovamenti di indizi, Zombo viene catturato e si tratta del proprietario stesso, il quale voleva far scappare i suoi fratelli dal parco.